# Campionats del món de ciclisme en ruta de 1929
Els Campionats del món de ciclisme en ruta de 1929 es disputaren el 16 d'agost a Zúric, Suïssa.

## Resultats
| Proves :                         | Or                        | Or         | Argent                     | Argent | Bronze               | Bronze |
| Professionals                    |                           |            |                            |        |                      |        |
| Cursa en línia masculina detalls | Georges Ronsse · Bèlgica  | 6h 48' 05" | Nicolas Frantz · Luxemburg | m. t.  | Alfredo Binda Itàlia | m. t.  |
| Amateurs                         |                           |            |                            |        |                      |        |
| Cursa en línia masculina         | Pierino Bertolazzo Itàlia | 7h 20' 36" | Remo Bertoni Itàlia        | -      | René Brossy · França | -      |

## Medaller
| Posició | País      | Or | Plata | Bronze | Total |
| 1       | Itàlia    | 1  | 1     | 1      | 3     |
| 2       | Bèlgica   | 1  | 0     | 0      | 1     |
| 3       | Luxemburg | 0  | 1     | 0      | 1     |
| 4       | França    | 0  | 0     | 1      | 1     |